# Pohlia brideliana
Pohlia brideliana är en bladmossart som beskrevs av Roelof J.van der Wijk och Margadant 1959. Pohlia brideliana ingår i släktet nickmossor, och familjen Bryaceae. Inga underarter finns listade i Catalogue of Life.